# 15762 Rühmann
15762 Rühmann là một tiểu hành tinh vành đai chính với chu kỳ quỹ đạo là 1481.5278783 ngày (4.06 năm).
Nó được phát hiện ngày 21 tháng 9 năm 1992.